# Vergeletto
Vergeletto es una comuna suiza del cantón del Tesino, situada en el distrito de Locarno, círculo de Onsernone. Limita al norte con la comuna de Campo (Vallemaggia), al noreste con Maggia, al este con Gresso, al sur con Onsernone, y al oeste con Craveggia (IT-VB) y Santa Maria Maggiore (IT-VB).